# Hypaspidius bosqueti
Hypaspidius bosqueti är en skalbaggsart som beskrevs av Soula 2002. Hypaspidius bosqueti ingår i släktet Hypaspidius och familjen Rutelidae. Inga underarter finns listade i Catalogue of Life.